# The Secret Saturdays
The Secret Saturdays è una serie televisiva animata statunitense del 2008, creata da Jay Stephens.
La serie segue le avventure dei Saturdays, una famiglia di criptozoologi che lavorano per impedire che la verità sui criptidi venga divulgata per proteggere la razza umana e le creature stesse. I Saturdays viaggiano per la Terra alla ricerca di criptidi per studiare e combattere i cattivi come il megalomane V.V. Argost. The Secret Saturdays è influenzato dalle serie d'azione Hanna-Barbera degli anni '60 e dall'interesse personale di Stephens per la criptozoologia.
La serie è stata trasmessa per la prima volta negli Stati Uniti su Cartoon Network dal 3 ottobre 2008 al 30 gennaio 2010, per un totale di 36 episodi ripartiti su due stagioni. In Italia è stata trasmessa su Cartoon Network dal 15 giugno 2009.

## Trama
Un ragazzo di nome Zak Saturday si trova, insieme ai suoi genitori, Solomon "Doc" e Drew Saturday, e alle creature da loro adottate Komodo (un drago di komodo geneticamente modificato), Fiskerton (una creatura mista tra gorilla e gatto) e Zon (uno pterosauro), a sconfiggere mostri chiamati "criptidi" per fermare i folli piani di Maboul.

## Episodi
| Stagione         | Episodi | Prima TV USA | Prima TV Italia |
| ---------------- | ------- | ------------ | --------------- |
| Prima stagione   | 26      | 2008-2009    | 2009            |
| Seconda stagione | 10      | 2009-2010    | 2010            |

## Produzione
A differenza di altre serie di Cartoon Network, The Secret Saturdays non è stato prodotto da Cartoon Network Studios, gli episodi sono stati per lo più diretti da Scott Jeralds e lo show è stato prodotto da Porchlight Entertainment, una società che aveva anche prodotto Tutenstein (un'altra serie di Jay Stephens).
Nel gennaio 2010, sui forum di Internet, Jay Stephens (il creatore) spiegò che la serie non era ancora stata cancellata definitivamente e che il capitolo "La guerra dei criptidi" era (a quel tempo) un finale di stagione e che Cartoon Network ancora non aveva ordinato altri episodi, ma c'era la possibilità che qualcosa cambiasse. Successivamente, Jay ha smesso di commentare sui forum e ha lasciato il suo blog inattivo, suggerendo che il finale di stagione sarebbe stato la fine definitiva della serie.
Nonostante questo, 3 anni dopo, la famiglia "Saturday" fece un'apparizione come ospite in un capitolo crossover di Ben 10: Omniverse, intitolato "TGIS", 5 non si sa esattamente perché Cartoon Network abbia deciso di realizzare questo crossover con una serie che è già stata cancellata, ma i fan dicono che Cartoon Network potrebbe averlo fatto per i fan dello spettacolo che erano rimasti desiderosi di più episodi. La prima di TGIS sarebbe dovuta avvenire ad aprile negli Stati Uniti, ma per qualche motivo Cartoon Network ha ritardato la prima a settembre.

## Personaggi e doppiatori

### Personaggi principali
- Zak Saturday, voce originale di Sam Lerner, italiana di Alessio Nissolino.
- Solomon "Doc" Saturday, voce originale di Phil Morris, italiana di Mimmo Strati.
- Drew Saturday, voce originale di Nicole Sullivan, italiana di Deborah Ciccorelli.
- Fiskerton, voce originale di Diedrich Bader.
- Komodo, voce originale di Fred Tatasciore.
- Zon, voce originale di Fred Tatasciore.

### Personaggi ricorrenti
- Doyle Blackwell, voce originale di Will Friedle, italiana di Alberto Bognanni.
- Dott. Miranda Grey
- Dott. Henry Cheveyo
- Dott. Odele
- Professor Talu Mizuki
- Dott. Paul Cheechoo
- Dott. Arthur Beeman
- Ulraj
- Maboul
- Wadi
- Dott. Pachacutec
- Abbey Grey
- V.V. Argost
- Leonidas Van Rook
- Shoji Fuzen
- Pietro "Piecemeal" Maltese
- Baron Finster
- Zak Monday
- Solomon "Doc" Monday
- Drew Monday
- Fiskerton Monday
- Komodo Monday
- Zon Monday
- Naga